# Альбрехт II (маркграф Бранденбург-Ансбаха)
Альбрехт II Бранденбург-Ансбахский (нем. Albrecht II. von Brandenburg-Ansbach; 18 сентября 1620, Ансбах — 22 октября 1667, Ансбах) — маркграф Ансбахского княжества в 1634—1667 года.

## Биография
Альбрехт — второй сын маркграфа Иоахима Эрнста Бранденбург-Ансбахского и Софии Сольмс-Лаубахской, дочери графа Иоганна Георга Сольмс-Лаубахского. После смерти Иоахима Эрнста в 1625 году к власти в княжестве пришёл старший несовершеннолетний брат Фридрих Бранденбург-Ансбахский. В 1634 году Фридрих пал в бою в ходе Тридцатилетней войны и не оставил наследников, поэтому в права наследства в Ансбахе вступил Альбрехт. Как и при его старшем брате, несовершеннолетнему Альбрехту была назначена регентом его мать София. В 1639 году Альбрехт достиг совершеннолетия и с этого времени правил в Ансбахе самостоятельно.
Альбрехт обладал дипломатическими качествами и успешно провёл свою страну через последние десять военных лет, способствовал проведению административной реформы, оказывал поддержку цеховым объединениям, развивал культурную жизнь и вёл масштабную кредитную политику для восстановления государства. Альбрехт принимал австрийских эмигрантов по религиозным мотивам, приобрёл амты Трейхтлинген и Берольцгейм. Главным советником Альбрехта был его воспитатель Иоганнес Лимнеус. Альбрехт активно участвовал в имперской политике и в 1663—1663 годах направлял войска на войну с турками.
Похоронен в церкви Святого Иоанна в Ансбахе.

## Потомки
31 августа 1642 года Альбрехт Бранденбург-Ансбахский женился в Штутгарте на Генриетте Луизе Монбельярской (1623—1650), дочери Людвига Фридриха Монбельярского. В этом браке родились:
- София Елизавета (1643)
- Альбертина Луиза (1646—1670)
- София Амалия (1649)

Второй супругой Альбрехта стала София Маргарита Эттинген-Эттингенская (1634—1664), дочь графа Иоахима Эрнста Эттинген-Эттингенского. Брак был заключён в Эттингене 15 октября 1651 года, в нём родились:
- Луиза София (1652—1668)
- Иоганн Фридрих (1654—1686), маркграф Бранденбург-Ансбаха, женат на Иоганне Елизавете Баден-Дурлахской, затем на Элеоноре Саксен-Эйзенахской.
- Альбрехт Эрнст (1659—1674)
- Доротея Шарлотта (1661—1705), замужем за ландграфом Эрнстом Людвигом Гессен-Дармштадтским
- Элеонора Юлиана (1663—1724), замужем за герцогом Фридрихом Карлом Вюртемберг-Виннентальским

Третий брак Альбрехт заключил 6 августа 1665 года в Дурлахе с Кристиной Баден-Дурлахской, дочерью маркграфа Фридриха VI Баден-Дурлахского. В этом браке детей не было.